# پروانه‌های پشت دیوار
پروانه‌های پشت دیوار فیلمی به کارگردانی مسعود تکاور و نویسندگی ارد عطاپور محصول سال ۱۳۷۹ است.

## بازیگران
- مجید مشیری
- محمد نوروز
- محمد برسوزیان
- فاطمه حیدرزاده